# Ржига, Вячеслав Фёдорович

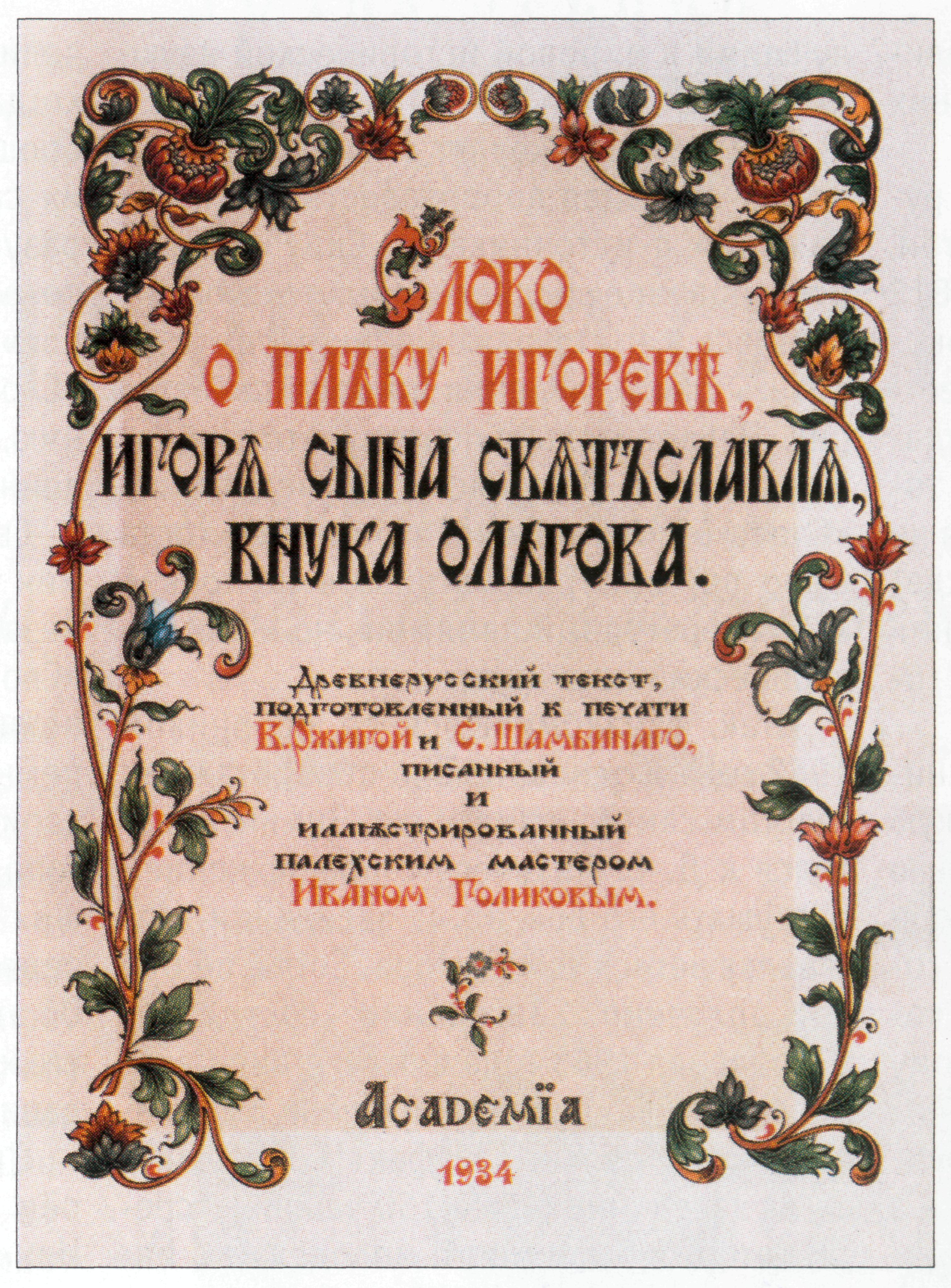
Титульный лист издания «Слова» (1934)

Вячесла́в Фёдорович Ржи́га (29 сентября [11 октября] 1883, Нижний Новгород — 18 июля 1960, Москва) — русский советский литературовед, филолог, историк, профессор Московского университета.

## Научная деятельность
В 1907 году окончил историко-филологический факультет Московского университета, получив при этом золотую медаль за сочинение «И. С. Пересветов, публицист XVI века» (изд в 1908). Был оставлен с 1910 года при университете для подготовки к профессорскому званию.
Активно участвовал в основании общества истории литературы при Московском университете, после чего был его секретарём.
С 1914 вёл курс древнерусской литературы и фольклора в Московском университете и на Высших женских курсах. В советский период преподавал в Московском педагогическом институте имени В. И. Ленина и других учебных заведениях.
Начал печататься в 1908. Основные работы В. Ф. Ржиги посвящены древнерусской литературе, «Слову о полку Игореве», «Задонщине», а также публицистике XVI века, повестям XVII века и крестьянской литературе XVIII века. Несколько работ было связано с творчеством А. С. Пушкина.
В 1934 совместно с С. К. Шамбинаго (1871—1948) подготовил обновлённое научное издание «Слова о полку Игореве» (с иллюстрациями палехского мастера лаковой миниатюры Ивана Голикова, издательство «Academia»; предыдущее издание «Слова» вышло в 1917).
Похоронен на Ваганьковском кладбище в Москве (2-й участок).
Личный архивный фонд учёного хранится в Российской государственной библиотеке (РГБ, ф. 446, 17 карт., втор. пол. XIX в.— 1959).

## Сочинения
- Очерки из истории быта до-монгольской Руси. — М., 1929. — 100 с.